# Külsővat, Veszprém
Külsővat  este un sat în districtul Pápa, județul Veszprém, Ungaria, având o populație de 791 de locuitori (2011). 

## Demografie
Componența etnică a satului Külsővat
     Maghiari (100%)
Componența confesională a satului Külsővat
     Romano-catolici (57,02%)
     Luterani (13,27%)
     Reformați (5,82%)
     Fără religie (2,28%)
     Necunoscută (21,62%)
Conform recensământului din 2011, satul Külsővat avea 791 de locuitori. Din punct de vedere etnic, majoritatea locuitorilor (100,0%) erau maghiari.  Din punct de vedere confesional, majoritatea locuitorilor (57,02%) erau romano-catolici, existând și minorități de luterani (13,27%), reformați (5,82%) și persoane fără religie (2,28%). Pentru 21,62% din locuitori nu este cunoscută apartenența confesională.